# Хајндсборо (Илиноис)
Хајндсборо (енгл. Hindsboro) град је у америчкој савезној држави Илиноис.

## Демографија
По попису из 2010. године број становника је 313, што је 48 (-13,3%) становника мање него 2000. године.
| Група             | 2000.       | 2010.       |
| Белци             | 352 (97,5%) | 297 (94,9%) |
| Афроамериканци    | 0 (0,0%)    | 2 (0,6%)    |
| Азијати           | 0 (0,0%)    | 0 (0,0%)    |
| Хиспаноамериканци | 9 (2,5%)    | 5 (1,6%)    |
| Укупно            | 361         | 313         |